# Карпов, Александр Максимович
Алекса́ндр Макси́мович Ка́рпов (26 февраля 1918, Меркуши, Уржумский уезд, Вятская губерния, Российская империя — 13 июля 1994, Медведево, Марий Эл, Россия) — советский хозяйственный деятель. Председатель Килемарского райисполкома Марийской АССР (1958—1963), председатель колхоза «Дружба» Медведевского района Марийской АССР (1963—1975). Кавалер ордена Ленина (1971). Участник Великой Отечественной войны и войны с Японией. Член КПСС.

## Биография
Родился 26 февраля 1918 года в дер. Меркуши ныне Мари-Турекского района Марий Эл в бедной крестьянской семье. 
В 1936 году окончил Мари-Биляморское педагогическое училище Мари-Турекского района Марийской АССР. 
В сентябре 1939 года призван в Красную Армию. Участник Великой Отечественной войны и войны с Японией: капитан разведбатальона 123 отдельного артиллерийского дивизиона на Дальнем Востоке. Уволился с военной службы в июле 1949 года. Награждён орденами Отечественной войны II степени, Красной Звезды и медалями, в том числе медалью «За боевые заслуги».
С 1955 года — в Килемарском районе Марийской АССР: председатель колхоза «Светлый луч», в 1958—1963 годах — председатель Килемарского райисполкома. С 1963 года — в Медведевском районе: председатель колхоза «Дружба», в 1975—1978 годах — начальник управления сельского хозяйства. В 1966 году заочно окончил Высшую партийную школу при ЦК КПСС.
За вклад в развитие народного хозяйства награждён орденами Ленина, Трудового Красного Знамени, медалями, а также Почётной грамотой Президиума Верховного Совета РСФСР и почётными грамотами Президиума Верховного Совета Марийской АССР (четырежды) .
Скончался 26 февраля 1994 года в п. Медведево Марий Эл.

## Награды
- Орден Ленина (1971)[3][4]
- Орден Трудового Красного Знамени (1973)[3][4]
- Орден Красной Звезды (1954)[3][4]
- Орден Отечественной войны II степени (06.04.1985)[3][4][5]
- Медаль «За боевые заслуги» (06.11.1947)[5][6]
- Бронзовая медаль ВДНХ (1966)[3][4]
- Медаль «За доблестный труд. В ознаменование 100-летия со дня рождения Владимира Ильича Ленина»
- Почётная грамота Президиума Верховного Совета РСФСР (1960)[3][4]
- Почётная грамота Президиума Верховного Совета Марийской АССР (1957, 1960, 1968, 1978)[3][4]